# Merqui Sosa
Merqui Sosa (* 9. November 1965 in San Pedro de Macorís, Dominikanische Republik) ist ein ehemaliger dominikanischer Profiboxer, der im Mittelgewicht, Supermittelgewicht und Halbschwergewicht kämpfte. Er war 1993 Herausforderer des WBA-Weltmeisters Michael Nunn und Gegner der späteren Boxlegenden James Toney und Roy Jones junior.

## Karriere
Merqui Sosa wurde von Pat Versace sowie Ramon Paula trainiert und gab sein Profidebüt im Dezember 1987. Er gewann 18 Aufbaukämpfe, davon 14 vorzeitig, wobei 13 Gegner eine positive Kampfbilanz vorwiesen. Seinen ersten großen Kampf bestritt er am 13. Januar 1991 in Atlantic City gegen den ebenfalls unbesiegten James Toney, verlor den Kampf jedoch durch geteilte Punktentscheidung (1:2). Toney bezeichnete Sosa in einem Interview 1993 als den am härtesten schlagenden Gegner seiner bisherigen Laufbahn.
Im März 1991 besiegte er Tyrone Frazier, den Neffen von Boxlegende Joe Frazier, verlor jedoch im Mai 1991 erneut durch geteilte Punktentscheidung gegen Tony Thornton, welcher 1993 ebenfalls gegen James Toney unterlag. Im Januar 1992 boxte er ein Unentschieden gegen den späteren WBA-Weltmeister Steve Little und verlor im Oktober 1992 stehend durch TKO in der zwölften Runde gegen den späteren WBA-Weltmeister Frankie Liles.
Sosa wurde von der WBA auf Platz 10 der Weltrangliste der Herausforderer geführt und boxte am 18. Dezember 1993 selbst um den WBA-Weltmeistertitel im Supermittelgewicht gegen Michael Nunn. Das Duell, das im Estadio Cuauhtémoc von Puebla ausgetragen wurde, verlor Sosa einstimmig nach Punkten.
Im Januar 1995 musste sein Halbschwergewichtskampf gegen Charles Williams in der siebenten Runde aus gesundheitlichen Gründen abgebrochen werden, da Sosa einen Jochbeinbruch und ein zugeschwollenes rechtes Auge, sowie Williams Risswunden am linken Augenlid erlitten hatte. Der Rückkampf wurde am 30. Juni 1995 ausgetragen, wobei Sosa durch KO in der zehnten Runde gewann und damit auch Nordamerikameister der NABF wurde.
Am 12. Januar 1996 boxte Sosa im Madison Square Garden von New York City gegen Roy Jones junior, der erstmals im Halbschwergewicht antrat. Dabei ging Sosa in der zweiten Runde erstmals in seiner Karriere zu Boden und verlor anschließend stehend durch Ringrichterabbruch (TKO).
Im Juli 1996 schlug er den ehemaligen IBO-Weltmeister Karl Willis und im Juni 1997 den Kasachen Asluddin Umarow, der 1996 WM-Herausforderer von Dariusz Michalczewski war. Im August 1997 siegte er gegen Glenn Thomas, welcher bisher nur gegen James Toney, Roy Jones Junior und Mike McCallum verloren hatte. Im Dezember 1997 gewann er überraschend gegen den späteren IBF-Weltmeister Glen Johnson, der bisher nur gegen Bernard Hopkins verloren hatte und 2004 Roy Jones Junior besiegte.
Im März 1998 verlor er knapp durch geteilte Entscheidung gegen den ungeschlagenen Kenny Bowman und erlitt im Mai 1998 eine einstimmige Niederlage gegen Ray Berry. Er bestritt anschließend nur noch vier Kämpfe, von denen er zwei vorzeitig gegen Thomas Tate bzw. James Butler verlor. Seinen letzten Kampf gewann er am 16. Juni 2000 gegen Segundo Mercado, der 1994 ein Unentschieden gegen Bernard Hopkins geboxt und 1997 WM-Herausforderer von Frankie Liles war.
Nach seiner aktiven Karriere wurde er Boxtrainer für Amateure und Profis.

## Sonstiges
Seine Kämpfe gegen James Toney, Charles Williams, Thomas Tate und James Butler wurden jeweils von ESPN übertragen, sein Kampf gegen Michael Nunn von Showtime und sein Duell mit Roy Jones von HBO.